# Francesca Da Ros
Francesca Da Ros (Vittorio Veneto, 3 gennaio 1992) è una calciatrice italiana, di ruolo difensore.

## Palmarès
- Campionato italiano di Serie B: 1

Vittorio Veneto: 2014-2015